# 싱가포르석

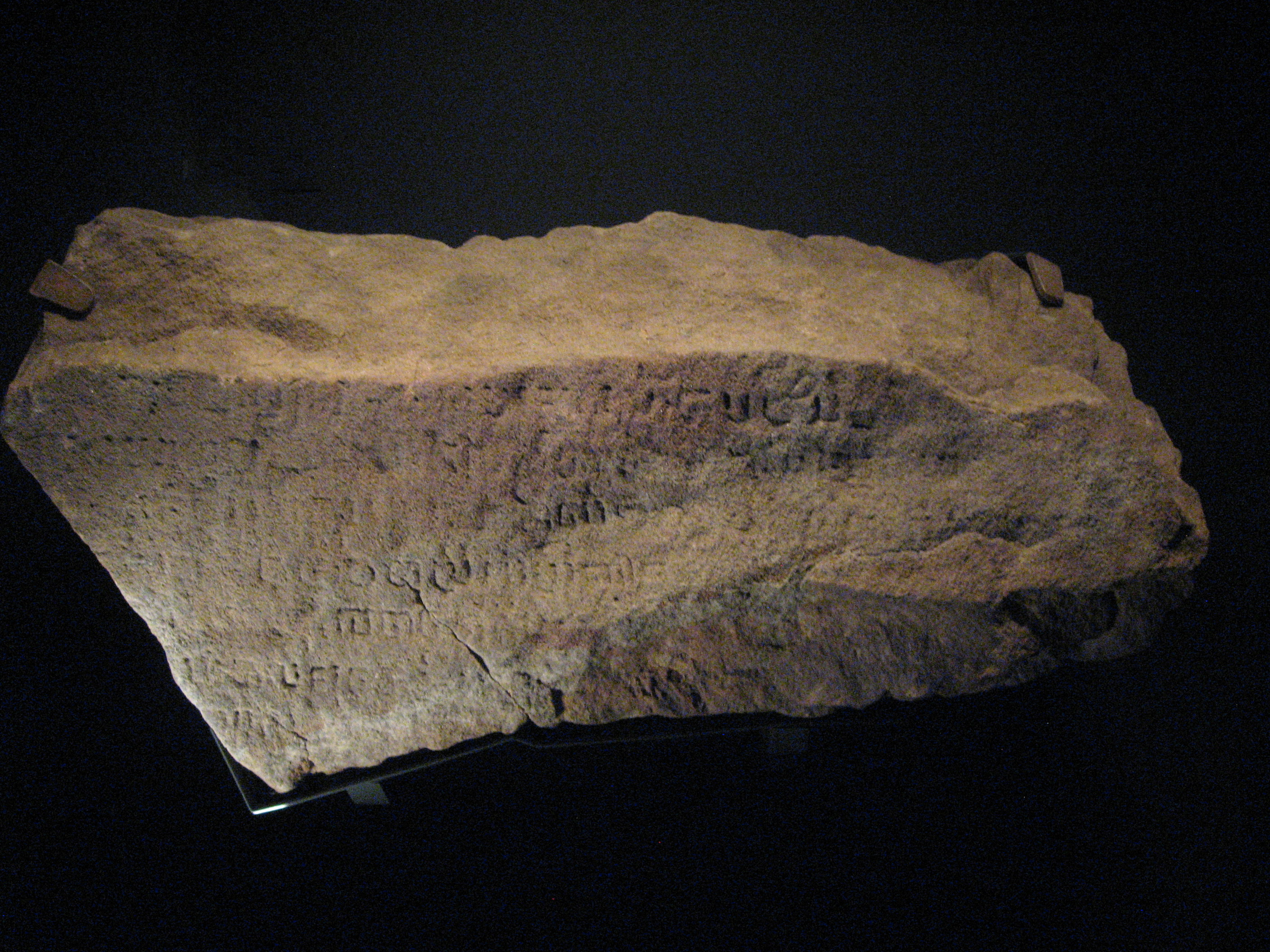
싱가포르석

싱가포르석 (Singapore Stone)은 싱가포르강 하구에 서 있었던 사암으로 된 커다란 석판 조각이다. 이 돌의 연대는 최소 13세기, 빠르면 10~11세기까지도 거슬러 올라가는 것으로 보이며, 아직 해독되지 못한 문구가 새겨져 있다. 최근 학설에 따르면 이 문구는 고대 자바어나 산스크리트어로 쓰여진 것으로 추정되며, 문구를 새기도록 한 사람은 수마트라인이었던 것으로 보인다. 싱가포르석은 1843년 강 하구에 요새와 본부를 짓기 위한 공사를 하던 도중 길을 넓혀 정리하려고 폭파 작업을 진행하다가 여러 조각으로 파괴되고 말았다.
한편 싱가포르석에는 14세기부터 전해 내려오는 설화와 연관이 있을 수도 있는데, 바로 바당이라는 힘꾼 이야기이다. 이 전설에 의하면 바당은 거대한 바위를 싱가포르 하구에 던져 놓았고, 바당이 죽은 후에는 왕이 두 개의 돌기둥을 옮겨다 "싱가푸라 해협 끝자락에 있는" 바당의 무덤 위에 세웠다는 것이다.
싱가포르석은 현재 싱가포르 국립박물관에 전시되어 있으며 2006년 1월 박물관 측에 의해 '11개의 국보' 중 하나로 지정됐다. 또 싱가포르 국가문물국 역시 박물관 소장품 12선 중 하나로 꼽았다.

## 내력

### 발견

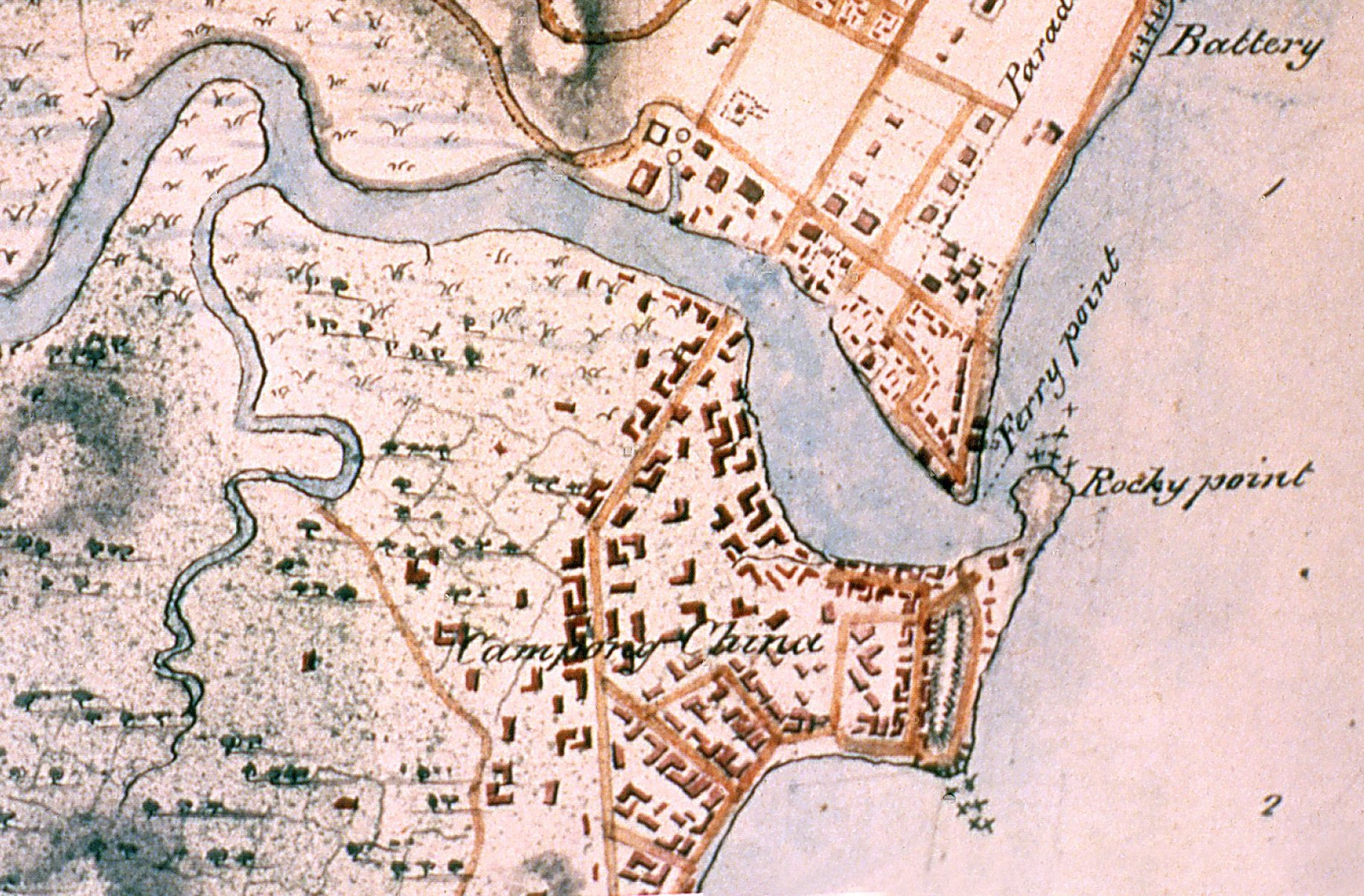
싱가포르강 하구 록키 곶의 위치를 보여주는 1825년 지도. 사암석이 서있던 곳이다.

스탬퍼드 러플스 경 (1781~1826년)이 싱가포르에 도착한 지 몇달 후인 1819년 6월, 싱가포르강 하구 남동쪽에서 정글 나무를 베어내던 노동자들이 사암으로 된 석판 하나를 발견했다. 높이 10피트 (3m)에 길이는 9~10피트 (2.7~3m)인 거대한 석판이었다. 석판은 당시 록키 포인트 (Rocky Point)란 이름의 곶에 자리해 있었으며 이곳은 나중에 아틸러리 곶, 풀러튼 항, 그리고 총괄안내소라는 이름으로 바뀌었다 (1972년에는 이 자리에 짧은 돌출형 보도가 깔렸고, 상상의 동물을 본딴 머라이언 상이 세워졌다. 현재 머라이언 상은 다른 곳으로 옮겨진 상태). 윌리엄 에드워드 맥스웰 경이 조사하여 1886년 출간된 <벵골 아시아학회 학술지> (Journal of the Asiatic Society of Bengal)에 실린 논문에 따르면, D.W. 몽고메리 박사는 초대 총괄안내원을 맡은 플린트 해군 부관의 벵골인 선원들이 이 바위를 처음으로 발견했다고 말했다.
싱가포르 시냇가로 들어가는 입구 남쪽 [원문. 정정하면 남동쪽]에 있는 록키 곶에 그것 [사암 석판]이 있었던 그때 상황은 당신도 기억할 것이다. 1819년 당시 그 곶은 나무숲과 밀림으로 뒤덮여 있었고 플린트 해군 부관 (초대 총괄안내원)이 고용한 벵골 선원 몇 명이 그 돌을 발견했다. 돌을 발견했던 이들은 매우 겁먹은 상태여서 개간 작업을 계속하라고 할 수가 없었고, 내 기억이 맞다면 중국인들에게 높은 임금으로 격려해서 작업을 끝마쳤었다.

석판에는 50~52줄 가량의 문자가 새겨져 있었으나, 발견 당시 석판에 새겨진 문자의 의미는 섬 지역 주민들도 모르던 상황이었다.

### 내용주
1. ↑  You remember the situation of it [the sandstone slab] on the rocky point on the south [sic: southeast] side of the entrance of the Singapore Creek. That point was covered with forest trees and jungle in 1819, and the stone was brought to notice by some Bengal clashees who were employed by Capt. Flint, R.N. (the first Master Attendant); the men on discovering the inscription were very much frightened, and could not be induced to go on with the clearing, which, if I recollect right, was completed by Chinese under the stimulus of high wages.